# 中央倶楽部
中央倶楽部（ちゅうおうくらぶ）は、明治・大正時代に存在した日本の政党（1910年3月1日 - 1913年2月5日）。
日露戦争後の立憲政友会の勢力拡大に危機感を抱いた反政友会党派の間で統一新党を目指す動きが生じたが、政党政治を目指す憲政本党・又新会と藩閥に近い大同倶楽部・戊申倶楽部との間で路線対立が明らかとなり、前者は立憲国民党を結成、これに対して後者が結成したのが中央倶楽部である。
桂内閣の衆議院における別働隊であり、桂太郎側近の大浦兼武・安達謙蔵が中心として活動し、日韓併合や陸軍の2個師団増設を支持した。大正政変に伴って浮上した桂を中心とする「桂新党」構想において中心的な役割を果たし、桂の没後に発足した立憲同志会に合流して解散した。

## 参照
1. ↑  楊素霞、「日露戦後における北方政策の可能性とその挫折 : 北海道内の北海道・樺太合併論を通じて」『社会システム研究』立命館大学社会システム研究所、2018年3月 第36巻 57-79頁, doi:10.34382/00003985.